# Breel Embolo
Breel-Donald Embolo (Yaoundé, 14. veljače 1997.) je švicarski nogometaš kamerunskog porijekla koji trenutačno igra za Monaco i za švicarsku nogometnu reprezentaciju.

## Klupska karijera
Profesionalnu karijeru je započeo u 2014. godini u FC Baselu, gdje je odigrao preko 50 ligaških utakmica. Embolo je debitirao za FC Basel 13. ožujka 2014. godine na St. Jakob-Parku u Europskoj ligi. Ušao je kao zamjena za Sereya Diea u 90. minuti protiv Red Bull Salzburga. Tri dana kasnije je debitirao u Raffeisen Super ligi u 5:0 pobijedi protiv FC Aaraua. Svoj prvi gol je zabio četiri minuta nakon ulaska u igru. S FC Baselom je krajem te sezone osvojio naslov prvaka.
Dana 26. lipnja 2016. godine Schalke 04 je na svojoj službenoj stranici potvrdio dovođenje Embola iz FC Basela. Svoje prve ligaške golove za Schalke 04 je zabio 2. listopada protiv Borussije Mönchengladbach. Zabio je dva puta u pobjedi od 4:0.
U 2019. godini je Švicarac kamerunskih korijena potpisao za Borussia Mönchengladbach na četiri godine. U dresu Schalkea 04 je odigrao 48 ligaških utakmica te zabio deset golova i dva puta asistirao. U 28 susreta je bio u udarnoj postavi kluba iz Gelsenkirchena.

## Reprezentativna karijera
Embolo je primio švicarsko državljanstvo u prosincu 2014. godine. Za švicarsku nogometnu reprezentaciju je debitirao u 2015. godini, iako je imao mogućnost nastupati za kamerunsku nogometnu reprezentaciju.  U listopadu 2015. godine je zabio svoj prvi pogodak za La Nati protiv San Marina. Švicarski nogometni izbornik objavio je u svibnju 2016. popis za nastup na Europskom prvenstvu u Francuskoj, na kojem je se nalazio Embolo.

## Statistika

### Klupska statistika
Ažurirano 13. svibnja 2022.
| Klub                     | Sezona            | Liga    | Liga   | Kup     | Kup    | Europa  | Europa | Ostalo  | Ostalo | Ukupno  | Ukupno |
| Klub                     | Sezona            | Nastupi | Golovi | Nastupi | Golovi | Nastupi | Golovi | Nastupi | Golovi | Nastupi | Golovi |
| ------------------------ | ----------------- | ------- | ------ | ------- | ------ | ------- | ------ | ------- | ------ | ------- | ------ |
| FC Basel                 | 2013./14.         | 7       | 1      | 0       | 0      | 4       | 0      | —       | —      | 11      | 1      |
| FC Basel                 | 2014./15.         | 27      | 10     | 5       | 6      | 8       | 1      | —       | —      | 40      | 17     |
| FC Basel                 | 2015./16.         | 27      | 10     | 1       | 0      | 12      | 3      | —       | —      | 40      | 13     |
| FC Basel                 | Ukupno            | 61      | 21     | 6       | 6      | 24      | 4      | 0       | 0      | 91      | 31     |
| Schalke 04               | 2016./17.         | 7       | 2      | 1       | 1      | 2       | 0      | —       | —      | 10      | 3      |
| Schalke 04               | 2017./18.         | 21      | 3      | 2       | 0      | —       | —      | —       | —      | 23      | 3      |
| Schalke 04               | 2018./19.         | 20      | 5      | 3       | 0      | 5       | 1      | —       | —      | 28      | 6      |
| Schalke 04               | Ukupno            | 48      | 10     | 6       | 1      | 7       | 1      | 0       | 0      | 61      | 12     |
| Borussia Mönchengladbach | 2019./20.         | 28      | 8      | 1       | 0      | 5       | 0      | —       | —      | 34      | 8      |
| Borussia Mönchengladbach | 2020./21.         | 31      | 5      | 3       | 0      | 7       | 1      | —       | —      | 41      | 6      |
| Borussia Mönchengladbach | 2021./22.         | 28      | 8      | 2       | 2      | —       | —      | —       | —      | 30      | 10     |
| Borussia Mönchengladbach | Ukupno            | 87      | 21     | 6       | 2      | 12      | 1      | 0       | 0      | 105     | 24     |
| Ukupno u karijeri        | Ukupno u karijeri | 196     | 52     | 18      | 9      | 43      | 6      | 0       | 0      | 257     | 67     |

## Vanjske poveznice
- Profil na Transfermarktu
- Profil na Soccerwayu